# Eupatória
Eupatória (em ucraniano:  Євпаторія) é uma cidade localizada na Crimeia, administrada de facto pela Federação Russa, mas reconhecida como pertencente de direito à Ucrânia pela maioria da comunidade internacional e dos membros da ONU. Até 2014, registrou cerca de 123.666 habitantes.